# Національний юридичний університет імені Ярослава Мудрого
Національний юридичний університет імені Ярослава Мудрого — самоврядний (автономний) державний вищий навчальний заклад IV рівня акредитації, розташований у Харкові. Один з найвпливовіших університетів України. Провідний юридичний ВНЗ України. Включений до рейтингу кращих юридичних вишів світу за рейтингом QC. Спеціальним указом президента наділений статусом автономного дослідницького університету з правом самостійно організовувати навчальний процес. При цьому ректора НЮУ призначає та звільняє з посади безпосередньо Президент України.

## Назви закладу
- З 5 (17) листопада 1804 р. до 1835 року — відділення моральних та політичних наук у складі Харківського імператорського університету
- 1835—1920 — відділення перейменовано на юридичний факультет університету
- 1920 — 1930 — юридичний факультет у складі Харківського інституту народного господарства
- 1930 — 1933 — Інститут радянського будівництва і права, який створено на базі правового факультету ХІНГ
- з червня 1933—1937 — Всеукраїнський комуністичний інститут радянського будівництва та права
- 1937—1957 — Харківський юридичний інститут ім. Л. М. Кагановича[10]
- 1957—1991 — Харківський юридичний інститут ім. Ф. Е. Дзержинського
- з 20 березня 1991 — Українська юридична академія
- з 30 березня 1995 — Академії надано статус національного самоврядного (автономного) державного вищого навчального закладу
- з 4 листопада 1995 р. — Національна юридична академія України імені Ярослава Мудрого
- від 8 грудня 2010 р. — Національний університет «Юридична академія України імені Ярослава Мудрого»[11].
- від 4 грудня 2013 р. — Національний юридичний університет імені Ярослава Мудрого[12].

## Історія

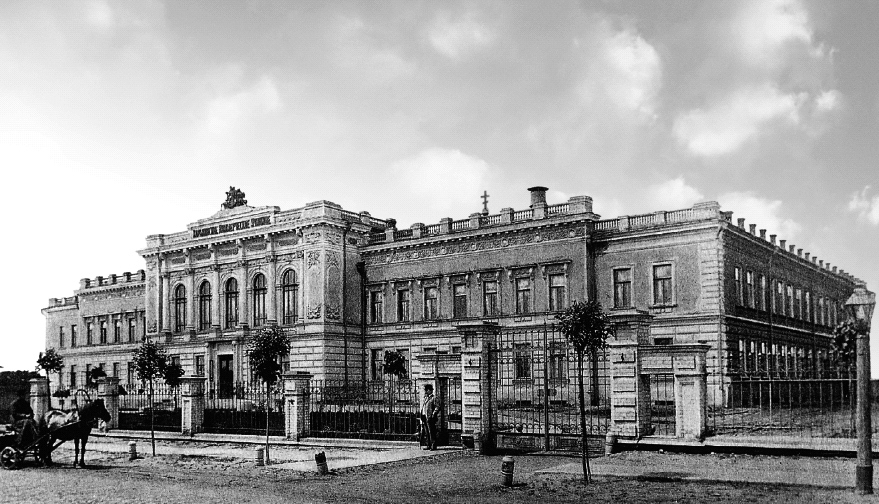
Харківське комерційне училище Імператора Олександра III, 1896

Історія академії починається ще з XIX ст., коли 5 (17) листопада 1804 р. імператором Олександром І був створений Харківський імператорський університет, до складу якого входило відділення моральних та політичних наук. У 1835 р. це відділення перейменовано на юридичний факультет університету.
У 1920 р. за рішенням Уряду України юридичний факультет Харківського університету було включено до складу створеного на базі Харківського комерційного інституту Харківського інституту народного господарства.
У 1930 р. в ході реформи вищої освіти, на базі факультетів Інституту народного господарства були створені галузеві інститут, у тому числі Інститут радянського будівництва і права на базі правового факультету ХІНГ. У червні 1933 р. інститут перейменовано на Всеукраїнський комуністичний інститут радянського будівництва та права. З метою покращення справи підготовки кадрів-юристів його було у 1937 р. перетворено у Харківський юридичний інститут ім. Л. М. Кагановича.

Постановою Ради Міністрів України від 20 березня 1991 р. Харківський юридичний інститут реорганізовано в Українську юридичну академію.

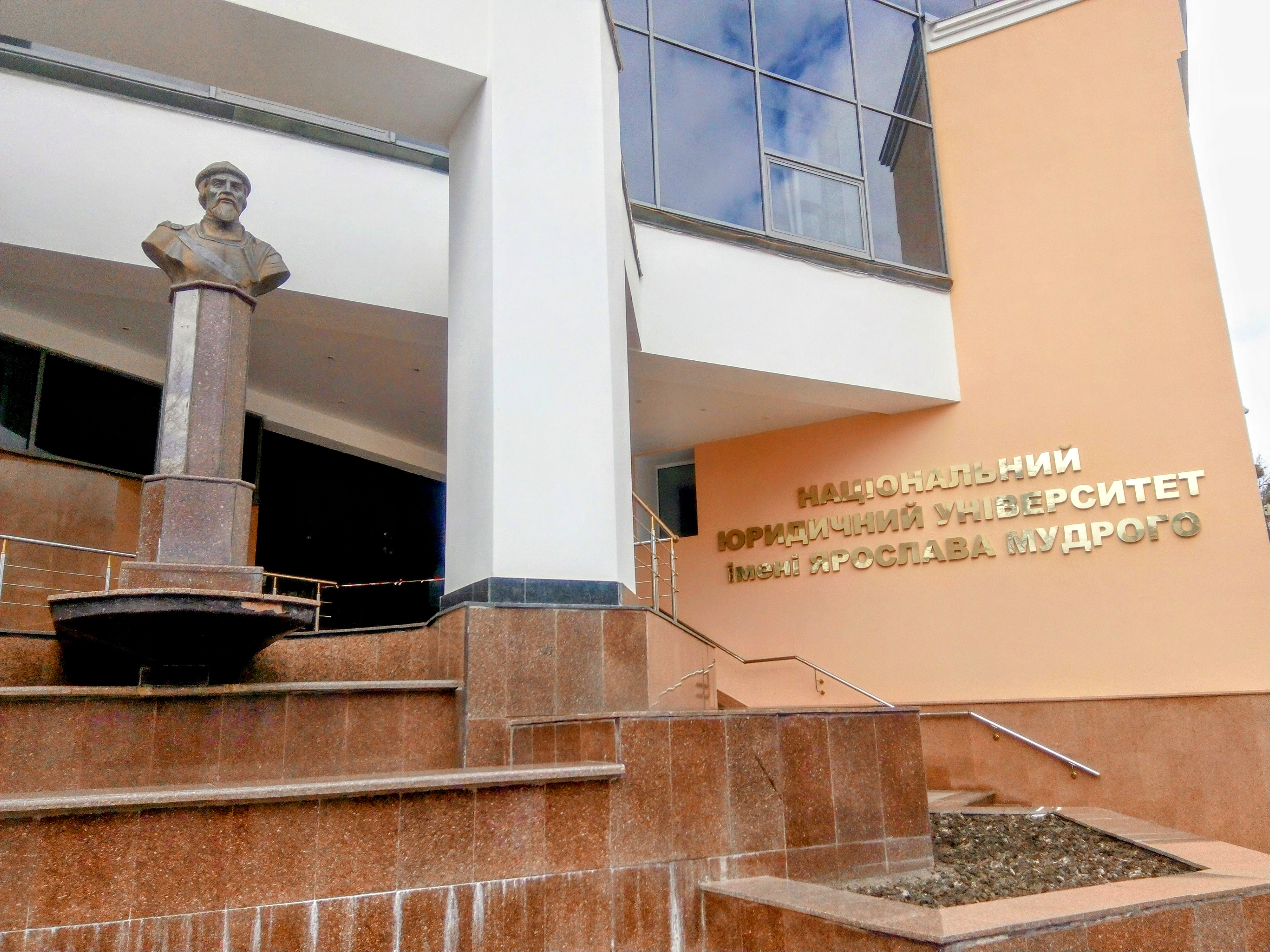
Пам'ятник Ярославу Мудрому біля Полтавського юридичного інституту Національного юридичного університету

Указом Президента України від 30 березня 1995 р. № 267 Академії надано статус національного самоврядного (автономного) державного вищого навчального закладу, а Указом від 4 листопада 1995 р.присвоєно ім'я Ярослава Мудрого. Пізніше поіменовано в Національну юридичну академію України імені Ярослава Мудрого.Указом Президента України № 457 від 21 червня 2001 р. «Питання Національної юридичної академії України ім. Ярослава Мудрого», ураховуючи визначну роль у підготовці фахівців для органів державної влади, правоохоронних органів, різних сфер юридичної практики, виходячи з необхідності збереження і дальшого розвитку сформованих в академії наукових шкіл їй надано додаткові права з затвердженням Статуту Кабінетом Міністрів України.
Розпорядженням Кабінету Міністрів України від 8 грудня 2010 р. N 2213-р Національна юридична академія України імені Ярослава Мудрого реорганізована шляхом перетворення її в Національний університет «Юридична академія України імені Ярослава Мудрого».
24 грудня 2010 року Президент Янукович своїм указом підтримав пропозицію Кабінету Міністрів України щодо збереження статусу національного за університетом «Юридична академія України імені Ярослава Мудрого», що утворюється у зв'язку з реорганізацією Національної юридичної академії України імені Ярослава Мудрого.
4 грудня 2013 р. наказом Міністерства освіти і науки України № 1697 перейменовано на Національний юридичний університет імені Ярослава Мудрого.
У травні 2025 року університет із вісьмома іншими українськими вищими військовими навчальними закладами було включено до мережі Європейського коледжу безпеки та оборони (ESDC).

## Корпуси та кампуси

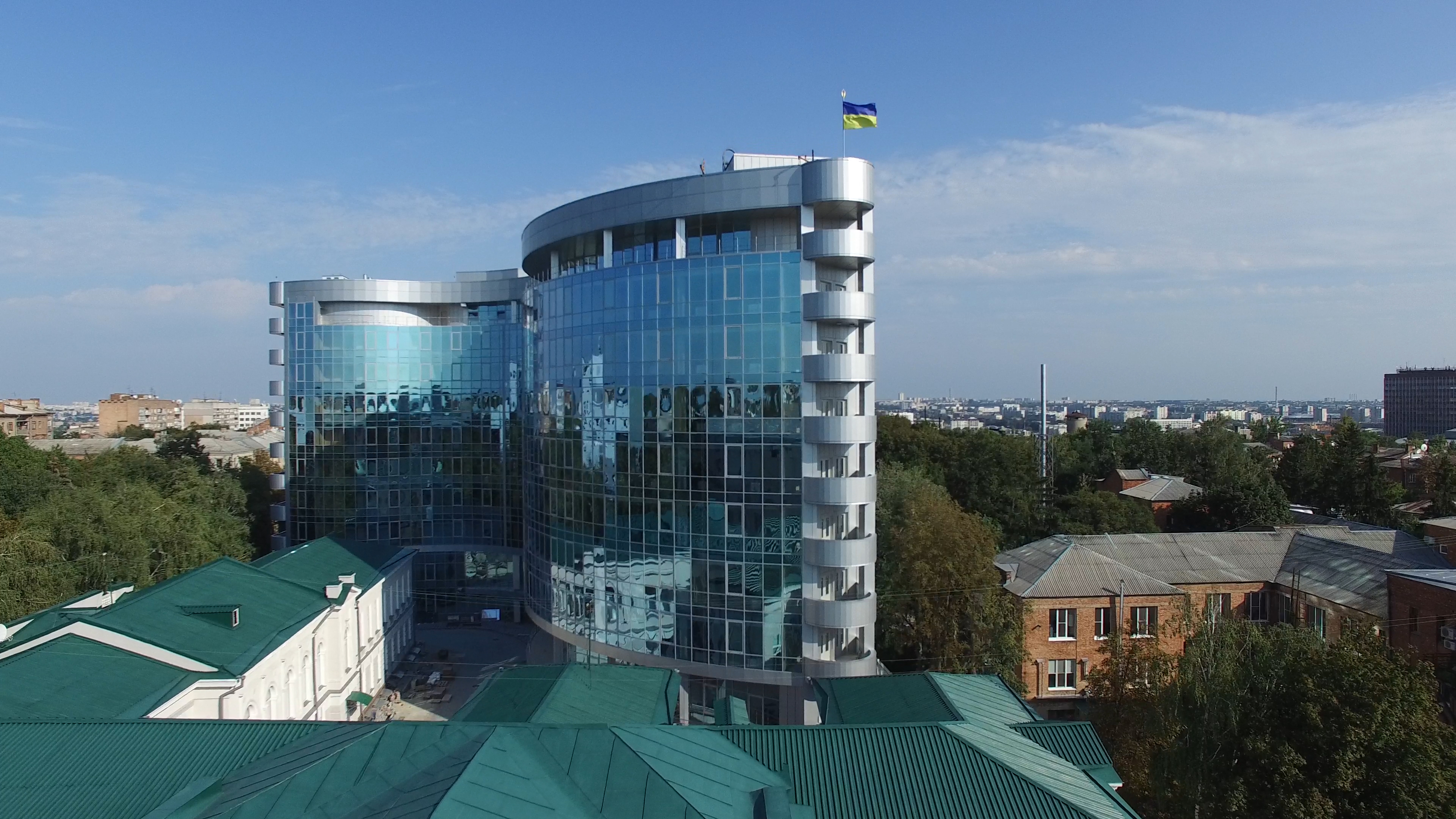
Наукова бібліотека Національного юридичного університету імені Ярослава Мудрого

Головний навчальний корпус площею 22,9 тис. м². по вул. Григорія Сковороди, 77 було збудовано в 1893 р. за проектом архітектора О. М. Бекетова. У корпусі 26 кафедр, 8 лекційних залів, спортивний та актовий зали, 2 комп'ютерних зали, бібліотека з читальними залами, обладнаними комп'ютерними мережами, 2 зали вченої ради та адміністративні підрозділи університету.

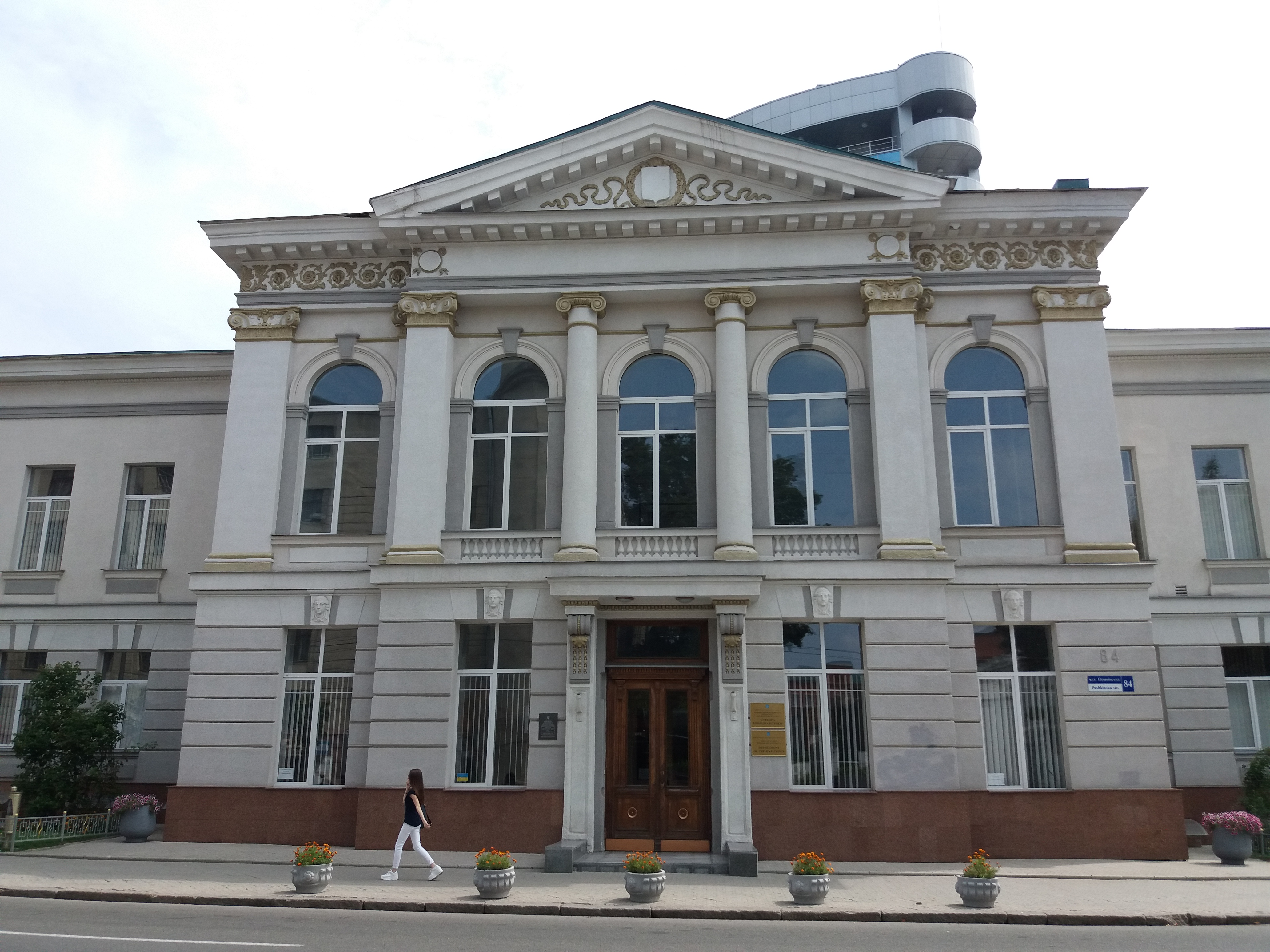
Будівля кафедри криміналістики

Навчальний корпус кафедри криміналістики площею 3,3 тис. м², що містить 3 лекційних зали, 4 фотолабораторії, 2 комп'ютерних класи, Інтернет-студію, відеоцентр, музей та криміналістичний полігон, розташовано по вул. Григорія Сковороди, 84. Ці навчальні корпусі є пам'ятниками архітектури.
Навчальний корпус по вул. Григорія Сковороди 79/2 площею 2,7 тис. м² має 5 лекційних залів, аудиторії, комп'ютерний клас.
Для організації дозвілля та проведення занять з фізичної підготовки студентської молоді в 1996 р. побудовано сучасний спортивний комплекс по вул. Григорія Сковороди, 104, площею 7,2 тис. м².
Комплекс має тренажерні зали, зал аеробіки, спортивний зал для проведення змагань по волейболу, басейн, сауни, стадіон. У 2000 р. побудовано навчальний корпус по вул. Григорія Сковороди, 106 площею 11,7 тис. м². з актовими залом на 540 місць, залом засідань, 8 лекційними залами, 2 читальними залами, аудиторіями, зимовим садом.
У 1997 р. реконструйовано 16-поверховий навчальний корпус по вул. Динамівській, 4, площею 17,8 м², який налічує 6 лекційних залів,
10 лінгафонних класів, спортивні зали.
Навчальний корпус Кримського юридичного інституту загальною площею 4,4 тис. м² має 4 лекційні зали, аудиторії, актовий зал, бібліотеку, їдальню та спортивний майданчик.
Загальна площа навчального корпусу Полтавського юридичного інституту становить 13 917 м². В його приміщенні розташовані 6 лекційних залів, навчальні кабінети, аудиторія дистанційної освіти, два конференц-зали, два комп'ютерних класи, бібліотека з книгосховищем та читацьким залом, музей криміналістики, зал засідань та ін. В блоці «А» розташована їдальня з двома обідніми залами на 148 посадочних місць з буфетом. До будівлі навчального корпусу примикає 9-ти поверховий гуртожиток квартирного типу на 237 місць загальною площею 5607 м².
На сьогодні на балансі університету: 18 навчальних корпусів, 16 гуртожитків, Палац студентів, спортивні та культурно-розважальні центри, лікувально-оздоровчі комплекси та адміністративно-господарчі будівлі загальною площею 246 611,07 м², а саме:
- навчальні корпуси загальною площею 111 820,57 м²;
- гуртожитки квартирного типу, загальною площею 113 684 м² на 6 861 місце;
- адміністративно-господарчі будівлі загальною площею 10 793,4 м²;
- медично-оздоровчі центри та підприємства громадського харчування загальною площею 10 313,1 м².

## Структура
Викладання, науково-дослідницьку та виховну роботу проводить 28 кафедр. Зараз структуру університету складають Факультет прокуратури, Факультет права та економічної безпеки, Факультет слідчої та детективної діяльності, Факультет юстиції, Інститут Служби безпеки України, Військово-юридичний інститут, Факультет міжнародного та європейського права, Факультет адвокатури та відокремлені структурні підрозділи: Полтавський юридичний інститут та Полтавський фаховий коледж.

### Інститути та факультети

#### Факультет прокуратури
Факультет прокуратури — найбільший структурний підрозділ Національного юридичного університету імені Ярослава Мудрого. Його історія бере початок із створення в 1995 р. Інституту підготовки кадрів для органів прокуратури України в результаті реорганізації прокурорсько-слідчого факультету № 1 Національної юридичної академії України.

#### Факультет права та економічної безпеки
Факультет права та економічної безпеки є одним із факультетів, який має чітку та модернову предметну спеціалізацію у сфері права. Такою спеціалізацією є сфера приватного (цивільного) права, підприємництва та господарювання, включаючи питання оподаткування суб'єктів підприємницької діяльності.
Навчання в магістратурі факультету дозволяє поглибити спеціалізацію правника у сфері європейського та міжнародного підприємницького права. У магістратурі господарсько-правового факультету впроваджена спеціалізація корпоративний юрист. Можливе також навчання за спільною програмою подвійних дипломів із Університетом Миколаса Ромеріса (м. Вільнюс, Литва). Назва програми — «Європейське та міжнародне підприємницьке право». Її закінчення дозволить продовжити навчання у провідних європейських університетах.
Декілька слів про історію факультету.
- Відповідно до наказу міністра вищої та середньої освіти УРСР від 31.05.1974 з метою вдосконалення організації навчального процесу i поліпшення якості підготовки спеціалістів-юристів наказом ректора від 03.09.1974 за № 270 у складі Харківського юридичного інституту було створено слідчо-прокурорський факультет № 2. Новостворений факультет мав готувати фахівців для органів прокуратури союзних республік.
- 3 1992/93 навчального року відбулося перепрофілювання факультету на господарсько-правовий i почалася підготовка фахівців за спеціальністю «Правознавство» на контрактній (платній) основі на замовлення підприємств, установ та інших cуб'єктів.
- Починаючи з 01.12.2022 факультет перейменовано на факультет приватного права та підприємництва.
- Першим деканом факультету (з 1974 по 1983 рік) був Тихий Володимир Павлович, доктор юридичних наук, професор, заслужений працівник народної освіти України, дійсний член Академії правових наук України, суддя Конституційного Суду України у відставці.
- 3 1983 по 2007 рік факультет очолював кандидат юридичних наук, професор, член-кореспондент Академії правових наук України Тертишніков Володимир Іванович.
- У 2007—2009 pоках деканом факультету був доктор юридичних наук, професор Алісов Євгеній Олександрович.
- З 2009 по 2025 рік факультет очолював кандидат юридичних наук, доцент, Козак Вадим Анатолійович.
- На даний час факультет очолює кандидат юридичних наук, доцент Мусієнко Олег Леонідович.

3 метою забезпечення підготовки висококваліфікованих правників на факультеті відповідно до навчальної програми студенти вивчають такі додаткові спеціальні дисципліни: митне право; сімейне право; право інтелектуальної власності; право WTO та зовнішньоекономічні контракти; спеціальні податкові режими; судочинство в господарських судах; право соціального забезпечення; організація правової роботи на підприємствах, установах, організаціях; економічна теорія; економіка підприємств; основи менеджменту; основи маркетингу та ін.
На факультеті існує також студентського самоврядування, яке приймає активну участь у різноманітних благодійних акціях, спрямованих на підтримання дітей-сиріт, дітей, позбавлених батьківського піклування, малозабезпечених сімей, організують ознайомчі лекції з правової тематики у школах м. Харкова, проводять відповідні інтелектуальні заходи.
Загалом за роки свого існування факультет підготував більше п'яти тисяч фахівців, котрі працюють як в Україні, так і за її межами в різних органах державної влади, адвокатурі, нотаріаті, в сфері приватного права тощо.

#### Факультет слідчої та детективної діяльності
Факультет слідчої та детективної діяльності створено у 2021 році на базі реорганізованого Інституту судових експертиз. Факультет є одним із найперспективніших в університеті. Впроваджує інноваційну освітню діяльність, спрямовану на підготовку висококваліфікованих фахівців у галузі оперативно-розшукової, оперативно-розшукової та криміналістичної діяльності, а також підготовку спеціалістів-правознавців за кримінальним, кримінально-процесуальним та адміністративним законодавством.

#### Факультет юстиції

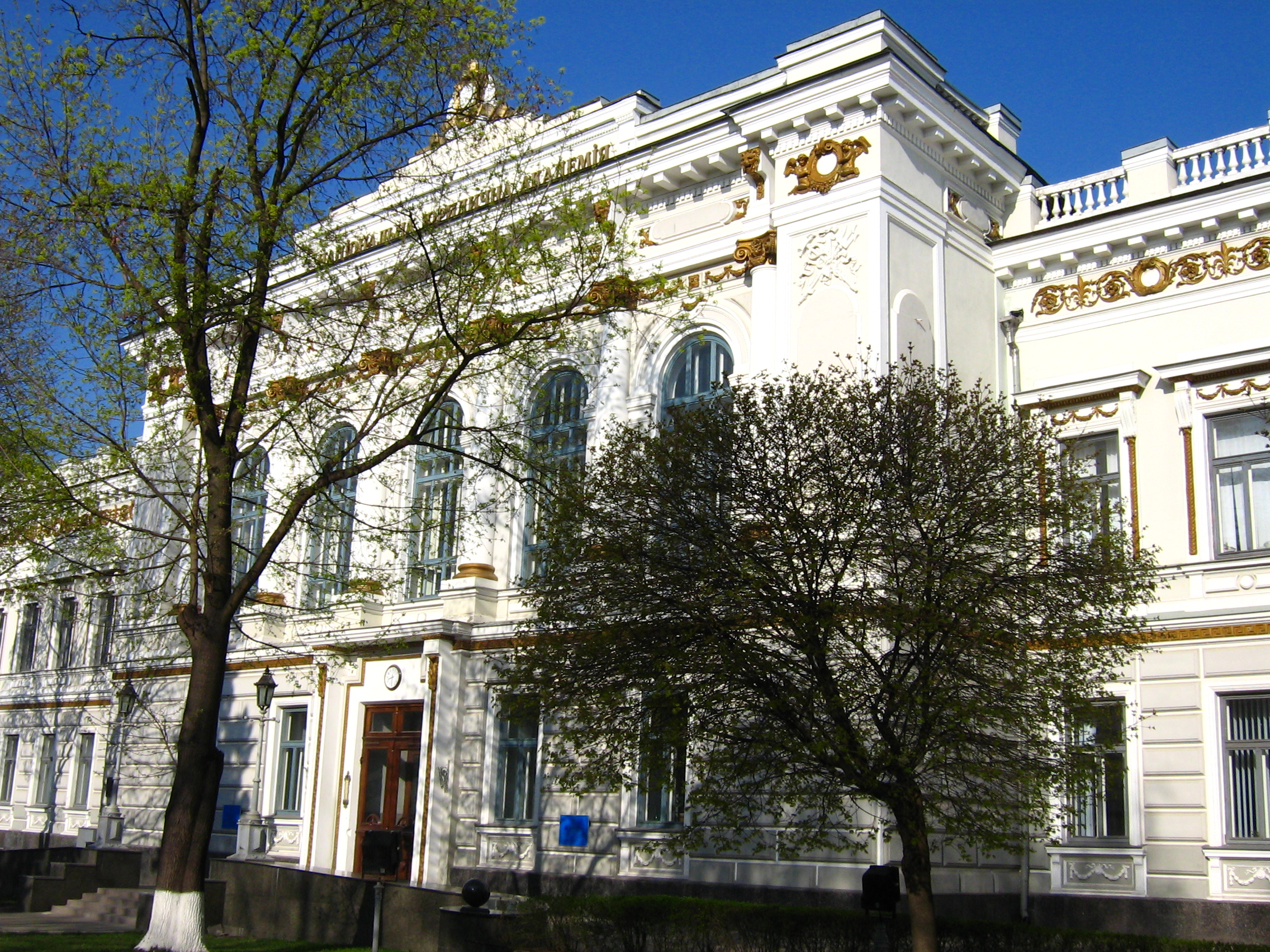
Головний корпус Національного юридичного університету імені Ярослава Мудрого

Факультет юстиції Національного юридичного університету імені Ярослава Мудрого створено відповідно до Наказу Міністра вищої та середньої спеціальної освіти УРСР Володимира Пархоменко 19 червня 1987 року з метою підготовки висококваліфікованих фахівців-юристів для органів юстиції. У серпні того ж року, шляхом переведення 375 студентів зі складу денного факультету № 1 (нині факультет прокуратури), було сформовано перший студентський корпус факультету. Згодом відбувся перший випуск (1991 р.) і вже понад 30 років більш ніж 5000 студентів отримали вищу освіту на факультеті (судді, адвокати, нотаріуси, державні службовці тощо).
У 2012 році наказом ректора Університету В. Я. Тація факультет № 4 було реорганізовано в Інститут підготовки кадрів для органів юстиції України. 2021 року структурний підрозділ перейменовано на факультет юстиції.
На цей час на факультеті за державним замовленням та за кошти фізичних і юридичних осіб на денній формі навчається понад 1000 студентів. У 2019 році вперше на факультеті проводився набір студентів на І курс бакалаврського та магістерського рівнів вищої освіти заочної форми навчання (більше 100 студентів). Враховуючи специфіку майбутньої роботи студентам факультету додатково до основної навчальної програми викладаються спеціальні дисципліни, зокрема «Організація роботи органів юстиції та Державної судової адміністрації», «Організація роботи адвокатури», «Безоплатна правова допомога», «Теорія та практика захисту цивільних прав та інтересів», «Організація роботи в органах суду», «Судове право», «Нормативно-проектувальна техніка та державна реєстрація нормативно-правових актів», «Нотаріат», «Виконавче провадження», «Підготовче провадження», «Міжнародний цивільний процес», «Розгляд судами окремих категорій цивільних справ», «Судовий контроль за виконанням судових рішень», «Публічна служба», «Основи публічного адміністрування», "Адміністративні послуги в сфері юстиції, «Адміністративні процедури».

#### Інститут Служби безпеки України
Інститут Служби безпеки України — військово-навчальний підрозділ у складі вищого навчального закладу, який здійснює підготовку для потреб Служби безпеки України на ступінь бакалавра та магістра права «Знання» та підвищення кваліфікації кадрів Служби безпеки. Підготовка спеціалістів здійснюється за двома профілями: Правові засади діяльності Служби безпеки України (бакалавр); Правові засади державної безпеки (ступінь магістра).

#### Військово-юридичний інститут
Військово-юридичний інститут розпочав підготовку військових юристів з 1996 року як військово-юридичний факультет.
Військово-юридичний факультет був створений наказом ректора на підставі Указу Президента України від 20 листопада 1996 р. № 1105  «Про заходи щодо підготовки кадрів військової юстиції та організації науково-дослідних робіт у галузі військового законодавства» та постанови Кабінету Міністрів України від 22 січня 1998 р. № 70 «Про утворення військово-юридичного факультету Національної юридичної академії України імені Ярослава Мудрого».
З вересня 2019 року шляхом реорганізації розпочав свою діяльність Військово-юридичний інституту Національного юридичного університету імені Ярослава Мудрого на підставі Постанови кабінету міністрів України від 22 травня 2019 року № 439 «Про реорганізацію військово-юридичного факультету Національного юридичного університету імені Ярослава Мудрого»
Сьогодні в Інституті здійснюється підготовка кадрів для потреб Збройних Сил України, Військової служби правопорядку у Збройних Силах України, Управління Державної охорони України, Державної спеціальної служби транспорту України, Національної гвардії України, Державної прикордонної служби України.

#### Факультет міжнародного та європейського права

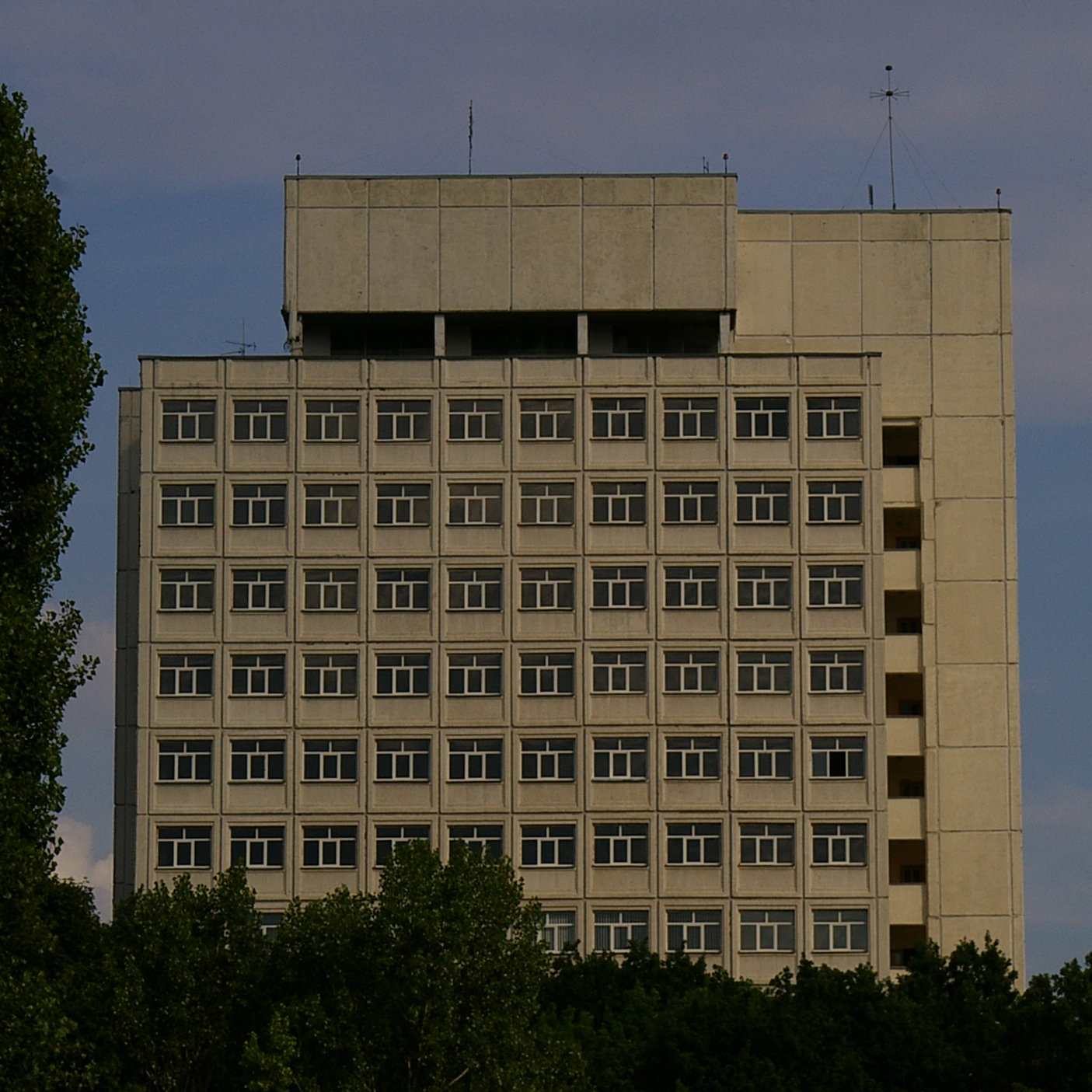
Корпус на Динамівській вулиці

Факультет міжнародного та європейського права (до 15 березня 2014 року — «Факультет підготовки юристів для Міністерства закордонних справ України» /№ 7/; до 01.01.2024 року –  Міжнародно-правовий факультет)  було засновано 01 грудня 1998 року. На факультеті зараз готують фахівців за спеціальностями 081 «Право» (денна форма навчання), 293 «Міжнародне право» (денна та заочна форми навчання), 291 «Міжнародні відносини, суспільні комунікації та регіональні студії» (денна форма навчання). Станом на 01 вересня поточного навчального року на ньому навчалося понад 1100 студентів. Підготовка за цими спеціальностями може відбуватися за рахунок видатків державного бюджету (державне замовлення) та за кошти фізичних, юридичних осіб (тобто, за контрактом).

#### Факультет адвокатури
Факультет адвокатури — один із наймолодших, але один із найперспективніших факультетів. Він був створений 27 лютого 2017 р. В цьому ж році здійснено набір на 1 курс першого (бакалаврського) рівня вищої освіти та 1 курс другого (магістерського) рівня вищої освіти. З 2019 р. набір здійснюється й на заочну форму навчання.

#### Полтавський юридичний інститут
Полтавський юридичний факультет було створено у 2002 р. з метою забезпечення юридичними кадрами Полтавського та суміжних регіонів відповідно до наказу Міністерства освіти і науки України № 332 від 28 лютого 2001 р. та наказу ректора Національної юридичної академії імені Ярослава Мудрого Тація В. Я. № 43-К від 15 березня 2002 р. У 2010 році Полтавський юридичний факультет було реорганізовано у Полтавський юридичний інститут Національного юридичного університету імені Ярослава Мудрого.
Полтавський юридичний інститут є відокремленим структурним підрозділом Національного юридичного університету імені Ярослава Мудрого, м. Харків.
Інститут готує фахівців для органів державної влади, місцевого самоврядування, правоохоронних і судових органів, господарських організацій та інших сфер юридичної практики за денною і заочною формами навчання за спеціальністю 081 «Право», освітньо-кваліфікаційними рівнями «Бакалавр» та «Магістр». Ліцензований обсяг прийому студентів становить: за денною формою навчання — 225 осіб, за заочною –150 осіб.

#### Полтавський фаховий коледж
Полтавський фаховий коледж Національного юридичного університету імені Ярослава Мудрого створений з метою підготовки висококваліфікованих фахівців для забезпечення потреб Полтавської і суміжних областей. Він розпочав свою діяльність як Полтавський юридичний коледж Національного юридичного університету імені Ярослава Мудрого, який  було створено 6 грудня 2013 р. наказом Міністра освіти і науки України № 1714. На підставі Закону України «Про фахову передвищу освіту» від 06.06.2019 року та наказу Міністерства освіти і науки від 22 квітня 2021 року № 449 заклад змінив найменування на Відокремлений структурний підрозділ «Полтавський фаховий коледж Національного юридичного університету імені Ярослава Мудрого».

### Кафедри
- Кафедра адміністративного права та адміністративної діяльності
- Кафедра господарського права
- Кафедра державного будівництва
- Кафедра екологічного права
- Кафедра земельного та аграрного права
- Кафедра іноземних мов
- Кафедра історії держави і права України і зарубіжних країн
- Кафедра конституційного права України
- Кафедра криміналістики
- Кафедра кримінально-правової політики
- Кафедра кримінального права
- Кафедра кримінального процесу
- Кафедра культурології
- Кафедра міжнародного права
- Кафедра податкового права
- Кафедра права Європейського Союзу
- Кафедра теорії права
- Кафедра трудового права
- Кафедра фізичного виховання
- Кафедра філософії
- Кафедра фінансового права
- Кафедра цивільно-правової політики, права інтелектуальної власності та інновацій
- Кафедра цивільного права
- Кафедра цивільного судочинства, арбітражу та міжнародного приватного права
- Кафедра цивільної юстиції та адвокатури
- Кафедра адміністративного права
- Кафедра підготовки офіцерів запасу
- Кафедра прав людини та юридичної методології

## Спеціалізовані Вчені ради по захисту дисертацій
Діють чотири спеціалізовані вчені ради із захисту докторських та кандидатських дисертацій з усіх юридичних спеціальностей.

## Керівництво

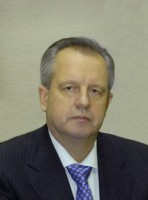
Ректор Анатолій Павлович Гетьман

- Гетьман Анатолій Павлович — Ректор, доктор юридичних наук, професор, академік НАПрН України
- Кучерявенко Микола Петрович — Перший проректор, доктор юридичних наук, професор, академік НАПрН України
- Барабаш Юрій Григорович — Проректор з науково-педагогічної роботи та стратегічного розвитку, доктор юридичних наук, професор, член-кореспондент НАПрН України
- Лученко Дмитро Валентинович — Проректор з наукової роботи, доктор юридичних наук, професор
- Ярошенко Олег Миколайович — Проректор з навчально-методичної роботи, доктор юридичних наук, професор
- Нестерович Олексій Сергійович — Проректор з навчально-виховної роботи та соціального розвитку, доктор філософії[15].

## Студентське життя
На базі університету діє понад 9 студентських організацій. Також функціонує близько 18 освітньо-наукових центрів та лабораторій різного спрямування. Університет має власну Медіаслужбу, у якій із вересня 1999 року видається студентська газета «Vivat Lex!».
Студентські організації університету
- Студентське самоврядування — створювалось у 2005 році у формі студентського Парламенту факультету підготовки кадрів для органів юстиції, що надалі розповсюдив свою діяльність на інші факультети, після чого і було сформовано загально академічне, а тепер вже, загально університетське студентське самоврядування[18].
- Офіс Студентського омбудсмена — відповідає за процедуру розгляду скарг в Університеті, допомагає студентам, неупереджено і об'єктивно, розглядаючи всі сторони питання, відновити їх порушене право[19].
- Первинна профспілкова організація студентів Університету — це виборний представницький орган, створений відповідно до вимог Закону України «Про професійні спілки, їх права та гарантії діяльності» та статуту профспілки працівників освіти і науки, через який вона здійснює свої повноваження по представленню інтересів студентів Національного юридичного університету імені Ярослава Мудрого і захисту їх законних прав[20].
- Ліга студентів — структурний підрозділ Асоціації випускників Національного юридичного університету імені Ярослава Мудрого[21].
- Студентське наукове товариство — створено з метою забезпечення захисту прав та інтересів осіб, які навчаються в Університеті, зокрема щодо питань наукової діяльності, підтримки наукоємних ідей, інновацій та обміну знаннями. СНТ є частиною системи громадського самоврядування Університету[22].
- Юридична клініка — це структурний підрозділ Національного юридичного університету імені Ярослава Мудрого, створений як база для практичного навчання та проведення практики студентам старших курсів[23].
- Юридичний кіноклуб — харківський юридичний кіноклуб є об'єднанням студентів, аспірантів та викладачів Національного юридичного університету імені Ярослава Мудрого, що створене з метою ознайомлення з кращими творами кіномистецтва, розширення та поглиблення знань студентів про право та світовий кінематограф, формування у них критичних навичок мислення й ведення дискусії[24].
- Дебатний клуб
- Соціально-психологічна лабораторія
- ВСК «Юридична академія»
- ELSA Kharkiv
- Ліга студентів Асоціації правників України

## Ректори
- Карл Карлович Брандт (1930—1931 рр.);
- Марк Мойсейович Ємінник (1931—1932 рр.);
- Семен Маркович Цереградський (1933—1934 рр.);
- Сергій Михайлович Канарський (1934—1937 рр.);
- Микола Іванович Левиков (1937 р.);
- Євген Олександрович Монастирський (1938—1939 рр.);
- Василь Олексійович Барахтян (1939—1941, 1943—1948 рр.);
- Соломон Йосипович Вільнянський (1948—1950 рр.);
- Олександр Андрійович Неботов (1950—1961 рр.);
- Василь Пилипович Маслов (1962—1987 рр.);
- Василь Якович Тацій (1987 — 2020 рр.);
- Анатолій Павлович Гетьман (2020 —)

## Відомі випускники та професори
- Голови Верховного Суду України (7/23): Блискавка Олександр Федорович, Глух Федір Кирилович, Бойко Віталій Федорович, Маляренко Василь Тимофійович, Онопенко Василь Васильович, Пилипчук Петро Пилипович, Кравченко Станіслав Іванович
- Голови Конституційного Суду України (6/12): Скомороха Віктор Єгорович, Стрижак Андрій Андрійович, Овчаренко В'ячеслав Андрійович, Баулін Юрій Васильович, Шевчук Станіслав Володимирович, Тупицький Олександр Миколайович
- Генеральні прокурори України: Дацюк Владислав Володимирович, Васильєв Геннадій Андрійович, Медведько Олександр Іванович, Пшонка Віктор Павлович, Шокін Віктор Миколайович
- Міністри юстиції України: Бабченко Микола Федотович, Панасюк Денис Харитонович, Згурська Катерина Іванівна, Лавринович Олександр Володимирович

Інші відомі випускники та професори:
- Михайло Алексеєнко — український вчений. Ректор Харківського університету (1890—1899). Голова Казанської Учбової Округи.
- Дмитро Каченовський — український вчений-правознавець, доктор юридичних наук, ординарний професор, спеціаліст з міжнародного, зокрема морського, та державного права, історії політичних учень.
- Михайло Таубе — російський юрист-міжнародник, історик, дипломат, католицький богослов, державний діяч.
- Ілля Тимковський — український правознавець, мовознавець, освітній діяч та педагог.
- Володимир Корецький — український радянський юрист-міжнародник, спеціаліст у галузі міжнародного публічного та приватного права та загальної історії держави та права, академік АН УРСР (з 1948).
- Володимир Сташис — український правник, кандидат юридичних наук (1954), професор (1973), академік Академії правових наук України, Герой України (2006). Був першим проректором Харківського юридичного інституту та Національної юридичної академії України імені Ярослава Мудрого (1968—2010).
- Віолетта Коновалова — докторка юридичних наук, професорка, академік Національної академії правових наук України, нагороджена Орденом княгині Ольги III ступеня, Заслужена діячка науки України.
- Василь Тацій — український учений-правознавець, почесний президент Національної академії правових наук України, академік НАН України. Герой України, повний кавалер ордена князя Ярослава Мудрого.
- Генадій Кернес — український політичний діяч, міський голова Харкова (2010—2020).
- Катерина Згурська — міністр юстиції УРСР.
- Степан Гавриш — український політик, педагог. Доктор юридичних наук, професор, академік Національної академії правових наук України. Народний депутат України III, IV скликань.
- Тетяна Кагановська — українська правознавиця, докторка юридичних наук, професорка. Ректор Харківського національного університету імені В. Н. Каразіна.

## Нагороди та репутація

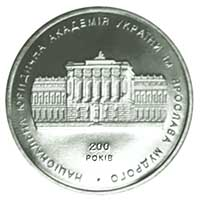
Ювілейна монета «Національна юридична академія України імені Ярослава Мудрого» (реверс)

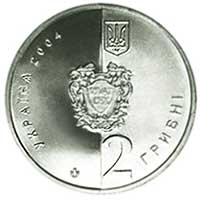
Ювілейна монета «Національна юридична академія України імені Ярослава Мудрого» (аверс)

Університет займає передові позиції в юридичній освіті. Про це свідчать результати всеукраїнського рейтингу вузів «Компас», що враховують оцінку роботодавців і випускників, за якими наш університет залишається лідером серед юридичних навчальних закладів України. Університет нагороджено золотою медаллю XIII міжнародної виставки навчальних закладів «Сучасна освіта в Україні-2010» у номінації «Інновації у впровадженні ІТ-технологій в освітній процес» за інноваційну розробку «Модерн-архітектура інформаційного освітнього середовища» (форсайт-проект); посів перше місце і нагороджений дипломом переможця конкурсу в номінації «Інноватика у вищій освіті» за інноваційну розробку «Семантичний інформаційно-освітній портал Національної юридичної Академії України імені Ярослава Мудрого» на міжнародній виставці-презентації «Інноватика в освіті України»; отримав Гран-прі «Лідер вищої освіти України» на міжнародній виставці «Сучасні навчальні заклади — 2010»; університет нагороджено золотою медаллю на XIV міжнародній виставці навчальних закладів «Сучасна освіта в Україні — 2011» у номінації «Впровадження нових форм організації навчально-виховного процесу у ВНЗ» та присуджено почесне звання «Лідер сучасної освіти».
З 2023 року університет входить до світового рейтингу QS World University Rankings. Станом на 2024 рік входить до 200 найкращих юридичних шкіл світу та посідає місце кращого юридичного вишу України.

## Виноски
1. ↑  GRID Release 2017-05-22 — 2017-05-22 — 2017. — doi:10.6084/M9.FIGSHARE.5032286
2. ↑  Directory of Open Access Journals — 2003.
3. ↑  https://eua.eu/about/member-directory.html
4. ↑  Опубліковано список 10 найвпливовіших університетів України » Профспілка працівників освіти і науки України. Профспілка працівників освіти і науки України. Процитовано 2 грудня 2023.
5. ↑  Yaroslav Mudryi National Law University | Academic Influence. academicinfluence.com (англ.). Процитовано 2 грудня 2023.
6. ↑  Yaroslav Mudryi National Law University. Top Universities (англ.). Процитовано 14 квітня 2024.
7. ↑  Куди вступати в 2024 році: список найкращих вузів. buki.com.ua (ua) . Процитовано 2 грудня 2023.
8. ↑  Yaroslav Mudryi National Law University. Top Universities (англ.). Процитовано 17 травня 2024.
9. 1 2  УКАЗ ПРЕЗИДЕНТА УКРАЇНИ №457/2001 Питання Національної юридичної академії України імені Ярослава Мудрого.
10. ↑  Объекты, названные в честь Л. М. Кагановича. FreeJournal (рос.).
11. 1 2  КМУ. Розпорядження від 8 грудня 2010 р. N 2213-р «Про реорганізацію Національної юридичної академії України імені Ярослава Мудрого»
12. 1 2  МІНІСТЕРСТВО ОСВІТИ І НАУКИ УКРАЇНИ НАКАЗ № 1697 від 04.12.2013 Про перейменування Національного університету «Юридична академія України імені Ярослава Мудрого». Архів оригіналу за 18.11.2014. Процитовано 15.07.2019.
13. ↑  Указ Президента України № 1194/2010 від 24 грудня 2010 року «Про Національний університет „Юридична академія України імені Ярослава Мудрого“»
14. ↑  Навчання за стандартами ЄС: 9 українських військових вишів приєднались до ESDC. РБК-Украина (укр.). Процитовано 14 травня 2025.
15. ↑  В Університеті призначено членів ректорату. Архів оригіналу за 3 липня 2021. Процитовано 7 серпня 2021.
16. ↑  Організації. Національний юридичний університет імені Ярослава Мудрого. (укр.). Процитовано 28 грудня 2024.
17. ↑  Освітньо-наукові центри та лабораторії. Національний юридичний університет імені Ярослава Мудрого. (укр.). Процитовано 28 грудня 2024.
18. ↑  Історія становлення студентського самоврядування. Національний юридичний університет імені Ярослава Мудрого. (укр.). Процитовано 28 грудня 2024.
19. ↑  Студентський омбудсмен. Національний юридичний університет імені Ярослава Мудрого. (укр.). Процитовано 28 грудня 2024.
20. ↑  Первинна профспілкова організація студентів Університету. Національний юридичний університет імені Ярослава Мудрого. (укр.). Процитовано 28 грудня 2024.
21. ↑  Ліга студентів. Національний юридичний університет імені Ярослава Мудрого. (укр.). Процитовано 28 грудня 2024.
22. ↑  Студентське наукове товариство. Національний юридичний університет імені Ярослава Мудрого. (укр.). Процитовано 28 грудня 2024.
23. ↑  Юридична клініка. Національний юридичний університет імені Ярослава Мудрого. (укр.). Процитовано 28 грудня 2024.
24. ↑  Юридичний кіноклуб. Національний юридичний університет імені Ярослава Мудрого. (укр.). Процитовано 28 грудня 2024.
25. ↑  QS World University Rankings for Law & Legal Studies 2024. Top Universities (англ.). Процитовано 14 квітня 2024.